# Орса
Орса, Урша (швед. Orsa) — город и административный центр одноименного муниципалитета в центральной Швеции, в лене Даларна.
Расположен на реке Лиллан на берегу озера Орсашён (иногда включаемое в озеро Сильян), примерно, в 15 км к северу от Муры на автотрассе E45.
Население — 5308 жителей (2010).

## Демография
- 1960 — 2 892 чел.
- 1970 — 4 799 чел.
- 1980 — 5 337 чел.
- 1990 — 5 077 чел.
- 2000 — 5 242 чел.

## Известные уроженцы
- Густаф де Лаваль (1845—1913) — шведский инженер и изобретатель.

## Галерея

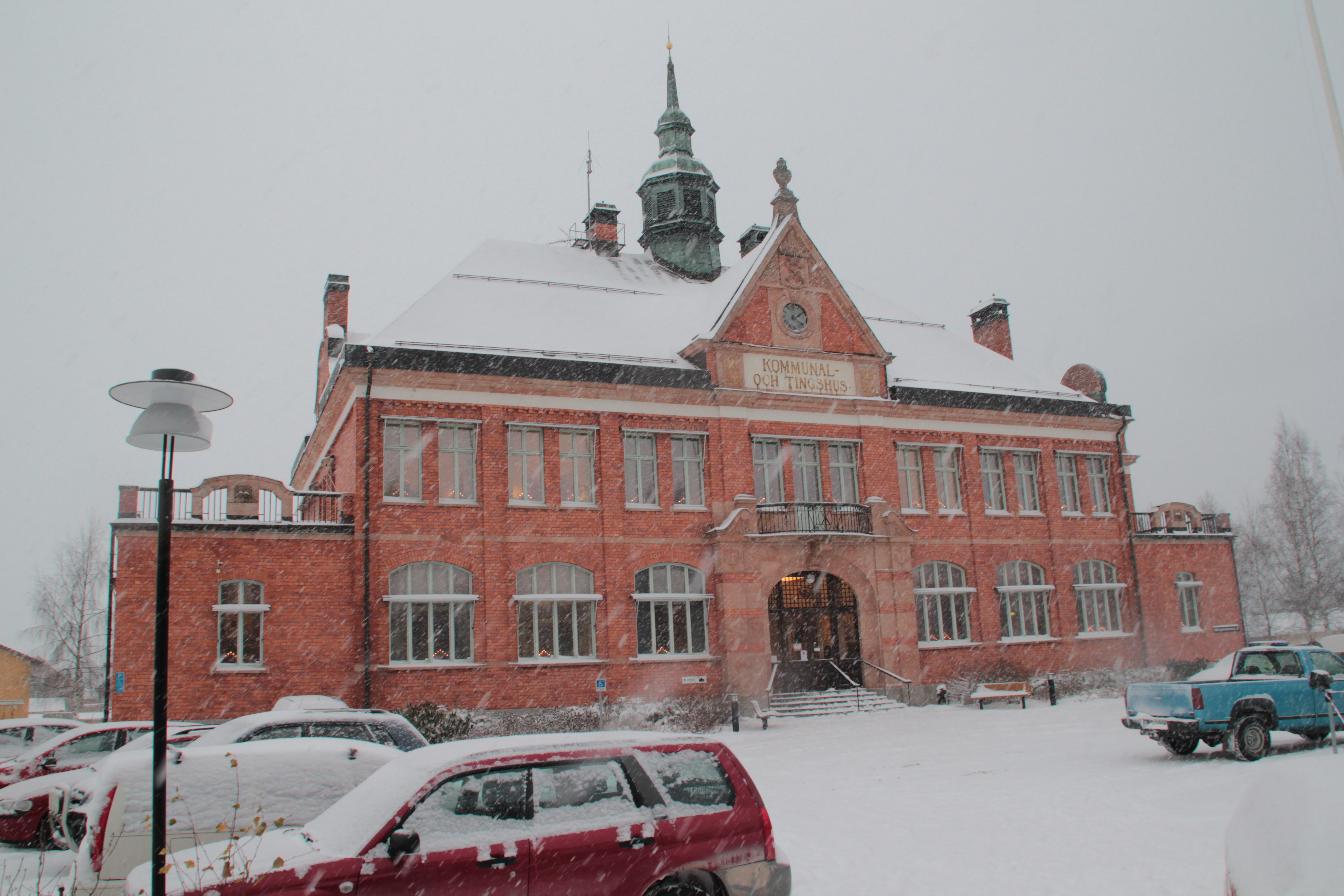
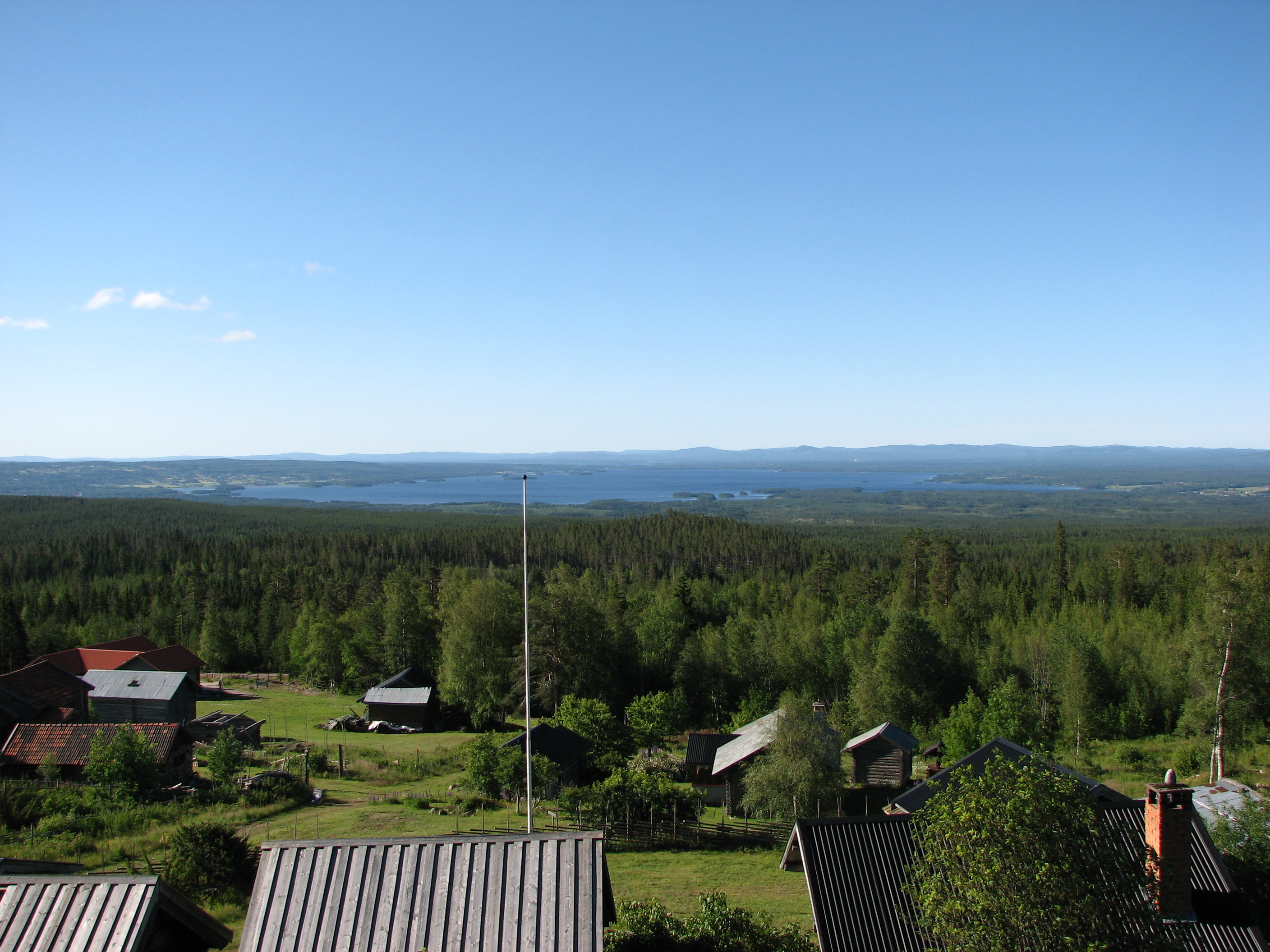
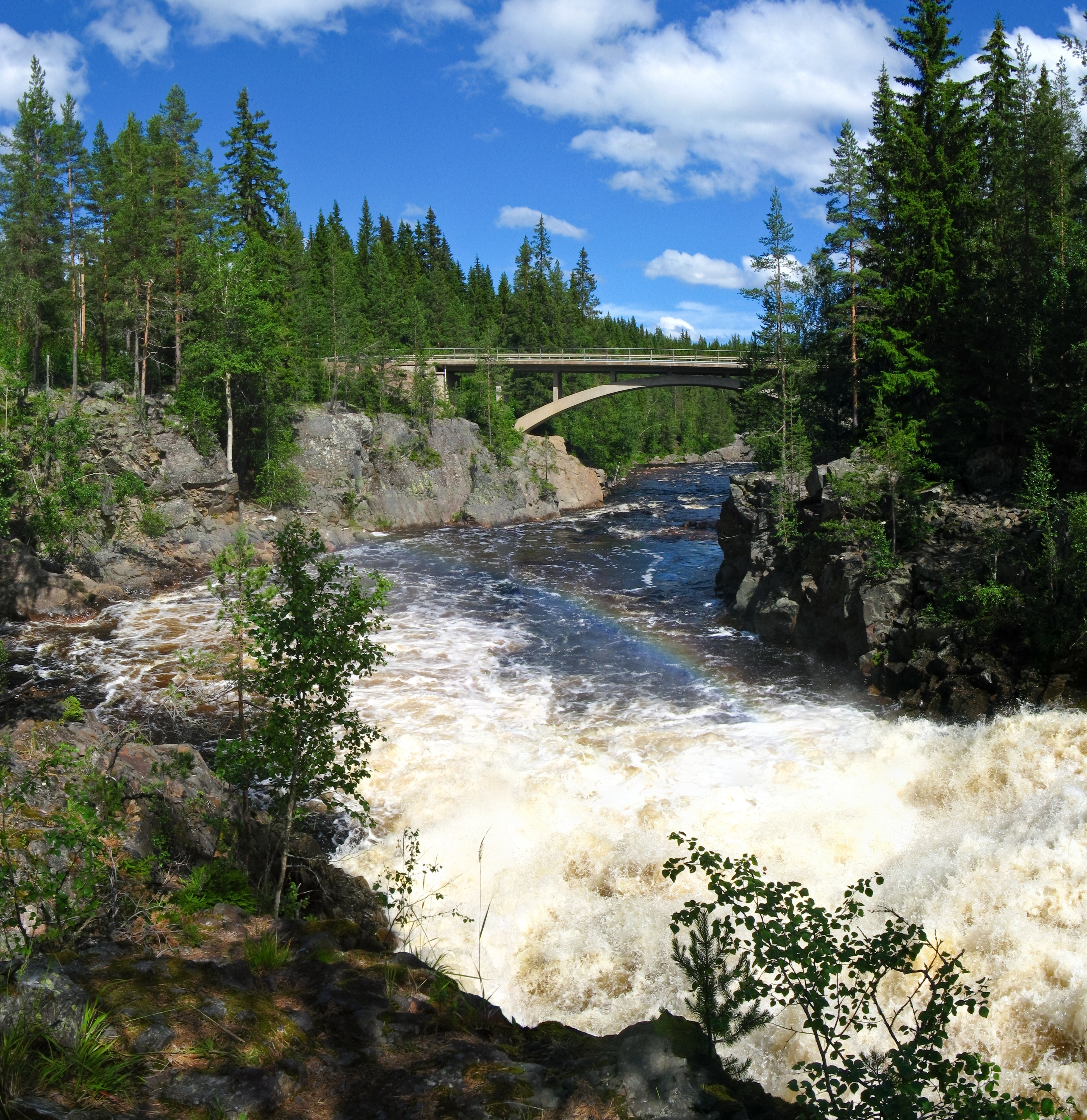
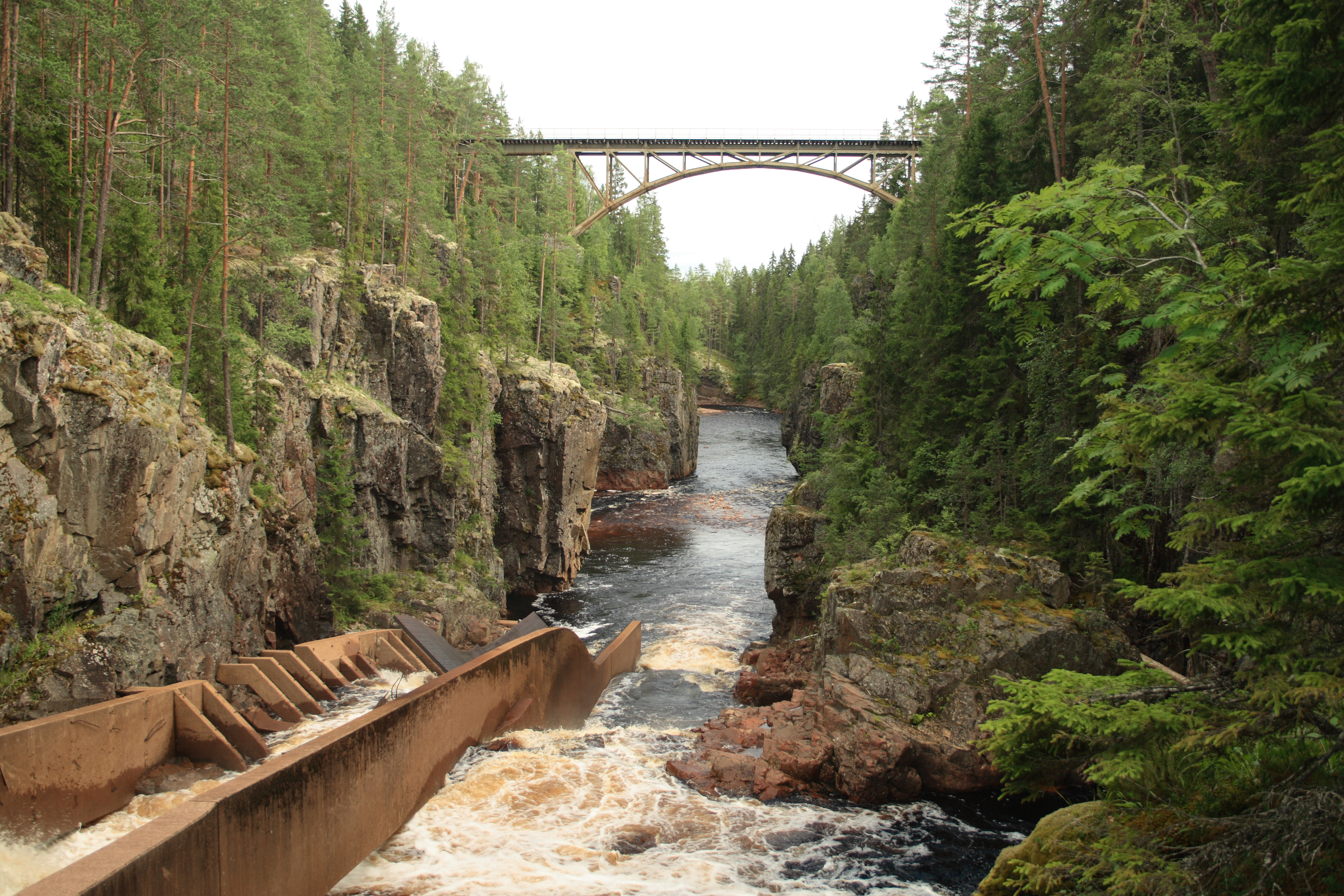